# 黒船 (菓子店)
株式会社黒船（くろふね）は、東京都目黒区自由が丘に本店を置く、カステラを中心とした菓子製造・販売の企業である。大阪市中央区心斎橋筋に本店を置く長﨑堂のグループ企業。

## 主な商品
- 黒船カステラ
- 黒船どらやき
- 黒船ラスキュ
- ノボタイル
- 黒糖バウムクーヘン
- ザラッテラ
- ノボラスキュ

## 店舗
- 自由が丘本店 - 東京都目黒区自由が丘1-24-11
- 南堀江店 - 大阪市西区南堀江2-13-30